# El Picazo
El Picazo è un comune spagnolo di 710 abitanti situato nella comunità autonoma di Castiglia-La Mancia.